# Битка за Влашић (1994)
Битка за Влашић (1994) је била бикта између ВРС и АРБиХ који је покушао да заузме планину Влашић. Током ове офанзиве АРБиХ је имала ограничене добитке и није остварила свој првобитни циљ, зато су 1995. поново покренули напада на Влашић који је био успјешан.

## Позадина
Командне висине масивног Влашићког обележја 1.933 метра висине на његовом највишем врху, планини Паљеник гледале су на целу западну Лашванску долину, њен стратешки значај био је очигледан свим зараћеним фракцијама. Заузели су га на самом почетку рата ХВО војници, али је ЈНА заузела врхунац у мају 1992. године, а њени наследници ВРС задржали су посед након тога. Са обронака планине Влашић, Срби су могли по вољи гранатирати Травник и Зеницу које су држали Муслимани, наносећи релативно малу физичку штету, али ширећи стални страх међу грађанима. Самит је такође био место кључног војног комуникационог објекта и цивилних радио и телевизијских предајника. Кључна карактеристика терена на критичној локацији, планина Влашић је била капија за Доњи Вакуф и Јајце и та капија је била чврсто затворена.
Одговорност за одбрану планине припала је Оперативној групи „Влашић“ И. крајишког корпуса ВРС, формираној из штаба 22. пешадијске бригаде, под командом потпуковника Јанка Тривића. ОГ „Влашић“ се састојала од три пјешадијске/лаке пјешадијске бригаде — И. которварошке лаке пјешадијске, 22. пјешадијске и И. кнежевске лаке пјешадијске бригаде, уз подршку артиљеријског дивизиона и једне тенковске чете.' 22. пешадија је била стационирана директно на планини и наспрам Турбета на југу, док је Иста Котор Варош заузимала Меокрње северно од Влашића.
Крајем 1992. почињу сукоби хрвата и муслимана у средњој Босни, да би 1993. ескалирао у тотални рат. У љето 1993. према српским линијама одбране на Влашићу бјежи хиљаде хрватских цивила и војника (процјене око 12.000) из Травника и Бугојна од АРБиХ и муџахедина. Сви хртватски цивили и војници су збрињени.

## Битка
Муслиманску територију непосредно уз планину Влашић држале су двије или три бригаде АРБиХ са сједиштем у Травнику. Нападе на планину је, међутим, извео 7. корпус АРБиХ, а главни елементи корпуса били су посвећени Влашићевој запљени у неким од његових најважнијих операција у години. За веће офанзиве 1994. године, 7. корпус је извршио предводник 17. крајишке бригаде из Травника (заједно са 3. корпусом, аналогна 7. муслиманска бригада), 27. бањалучка бригада такође у Травнику, барем елементи 305. јајачке брдске бригаде, 306. брдске бнигаде и 325. брдске бригаде, а могуће и 333. брдске бригаде.
На самом крају марта, босанска армија је извршила први од својих бројних напада на планину Влашић, очигледно као секундарни напор да подржи свој истовремени напад на Доњи Вакуф. Ови напади су настављени све до априла. Након вишенедељних окршаја без догађаја, елементи новоформираног 7. корпуса АРБиХ коначно су се пробили близу границе између И. Котор Варош ВРС и 22. пешадијске бригаде на подручју планине Меокрње-Јаворак. 28. априла и остварио неке важне тактичке помаке. ВРС је, међутим, обуздала напредовање следећег дана и поново заузела део изгубљене територије у наредне две недеље.
Након кратког затишја, владине снаге су наставиле са нападима 24. маја, покренувши велики напад на ОГ „Влашић“ дуж целе линије фронта Влашић у покушају да опколе планину. Иако је босанска армија била у стању да потисне бокове које су држали Срби и да стекне контролу над већим делом периметра Влашића, није била у стању да заврши опкољавање и ВРС је остала у стању да допуни своје снаге на планини. Међутим, то је било блиско: резерве ОГ „Влашић” биле су скоро исцрпљене, а ВРС је једва била у стању да одржи линију.
Борбе су се поново покренуле око 25. јула када су снаге ВРС-а извршиле контранапад на подручје Јаворка, на југоисточном делу Влашића, покушавајући да поврате неке од владиних добитака. Али офанзивни напори ВРС-а били су исто тако неуспешни, а мало тога је променило руке. Ствари су остале мирне на врху планине наредних неколико седмица док је босанска армија поново повећавала своје снаге за још један офанзивни напад.
Почетком септембра дошло је до очигледно последњег великог покушаја АРБиХ 1994. да заузме планину, након чега је уследио још један ограничени контранапад ВРС-а на подручју Влашић-Турбе 6. септембра.” Офанзива је добила још неке линије гребена, али је опет недостајала свом циљу С приближавањем зиме, босанска армија је невољко одустала од идеје да заузме Влашић 1994. године, а АРБиХ је преусмјерила дио својих снага на југозапад да подржи своје октобарско-новембарске офанзиве на подручје Доњег Вакуфа и Влашића. Настављајући гранатирати Травник и околину и само повремено изводити мање пјешадијске нападе у правцу Турбета. Операције АРБиХ на планини Влашић 1994. године илустровале су многе слабости АРБиХ у то вријеме. Стратешки концепт је био добар: извести ограничени напад довољном снагом да ухвати кључну карактеристику терена са погледом на неколико путева и градова.
Али план је у великој мери пропао у фази извршења пошто су лако наоружани босански нападачи покушали и нису успели да пробију вишеструке слојеве добро припремљене српске одбране. (Мјестимично су се јединице ВРС-а на врху Влашића бориле из бетонских бункера иза четири концентрична прстена минских поља.) У недостатку тешке артиљерије потребне за избацивање укопаних непријатељских снага, па чак ни довољно минобацача за сузбијање ватре, пјешадија АРБиХ морала је да се баци на укопане противнике на планинском терену и иза минских поља. Био је то рецепт за велике губитке и мале добитке, што се више пута показало.
Кампање АРБиХ из 1994. године везале су неке снаге ВРС-а током напада АРБИХ на другим местима и донеле су неке скромне територијалне добити, али нису учиниле мало да се нападнута артиљерија истера са висоравни Влашић. Срби су и даље могли некажњено гранатирати Травник и Зеницу са висина, а натјерали су АРБиХ да плати своје офанзиве појачавајући гранатирање два града. С обзиром на велике губитке које је 7. корпус АРБиХ претрпио у својим офанзивама, руководство АРБиХ морало је прихватити да су трошкови вјероватно премашили добитке.